# بيبيش وبيبيشة (مسلسل)
بيبيش وبيبيشة (بنت ولد dz بالنسبة للجزئين الأول والثاني) هو مسلسل كوميدي جزائري، مكون من 5 مواسم، عرض أوله لأول مرة في رمضان 1 جوان 2014 على الشروق تي في. بطولة كل من سهيلة معلم ومروان قروابي، تدور أحداث المسلسل حول زوجين حديثين ومختلف الأحداث التي تدر في حياتهم الزوجية.
عرض الموسم الأول والثاني على الشروق تي في، والثالث على التلفزيون الجزائري. الموسم الرابع على الجزائرية وان والخامس على الشروق تي في.

## طاقم العمل
- سهيلة معلم : بيبيشة
- مروان قروابي : بيبيش